# Dolgi (Petsjorazee)

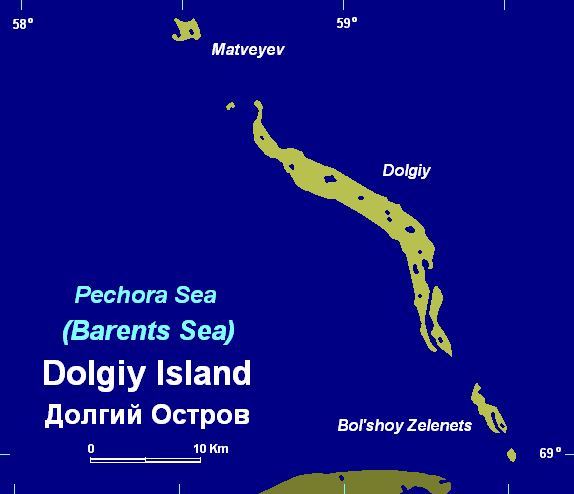
Kaart

Dolgi (Russisch: Долгий) is een eiland in de Petsjorazee op iets ten oosten van de Chajpoedyrbaai. Het langgerekte eiland verloopt van het noordwesten naar het zidoosten en heeft een lengte van 38 kilometer en een gemiddelde breedte van 2,8 kilometer. De kleinere eilandjes aan noordwestzijde (Matvejev) en zuidoostzijde (Bolsjoj Zelenets) vormen verlengingen van dezelfde onderzeese structuur. Het zuidoostelijke uiteinde bevindt zich op ongeveer 12 kilometer van het vasteland van Nenetsië (onderdeel van de oblast Archangelsk). Het andere eiland met de naam Dolgi in Nenetsië bevindt zich westelijker, in het estuarium van de Petsjorarivier.

## Geschiedenis
De eerste Russen die het eiland verkenden waren Stepan Malygin en Aleksej Skoeratov met de schepen Pervi en Vtoroj tijdens de Tweede Kamtsjatka-expeditie. Tijdens deze reis, waarbij de kustlijn van de Petsjora tot de Ob werd beschreven, werd ook de eerste kaart van Dolgi gemaakt.